# Hästmyrtjärnen (Överluleå socken, Norrbotten)
Hästmyrtjärnen är en sjö i Bodens kommun i Norrbotten och ingår i Luleälvens huvudavrinningsområde.